# روبرتا بيرد بار
روبرتا بيرد بار (بالإنجليزية: Roberta Byrd Barr)‏ هي أمينة مكتبة وممثلة أمريكية، ولدت في 4 يناير 1919 في تاكوما في الولايات المتحدة، وتوفيت في 23 يونيو 1993.